# Eternal Winter Records
«Eternal Winter Records» — італійський лейбл, працює з колективами що грають важкий метал. Засновано у 2010 році Білфростом Вервольфом.

## Список гуртів
- Apraxia
- Bleeding Fist
- Enthroned Darkness
- Grendel
- HASPYD
- Kurgaall
- Lintver
- Lux
- Moloch
- Northern Forest
- Saturnia Tellus
- Svartálfar
- Wunjo